# البرح السافل (العدين)

تعديل مصدري - تعديل

البرح السافل محلة تابعة لقرية البَرحين، التابعة لعزلة شلف بمديرية العدين إحدى مديريات محافظة إب في الجمهورية اليمنية، بلغ تعداد سكانها 121 حسب تعداد اليمن لعام 2004.